# Élections législatives de 1898 dans l'Oise
Les élections législatives de 1898 ont eu lieu les 8 et 22 mai.

## Résultats à l'échelle du département
| Partis         | Partis                     | Premier tour | Premier tour | Deuxième tour | Deuxième tour | Sièges |
| Partis         | Partis                     | Voix         | %            | Voix          | %             | Sièges |
| -------------- | -------------------------- | ------------ | ------------ | ------------- | ------------- | ------ |
|                | Républicains progressistes | 50 826       | 58,42        | 8 670         | 45,10         | 3      |
|                | Radicaux-socialistes       | 17 333       | 19,92        | 11 255        | 58,54         | 2      |
|                | Parti ouvrier français     | 8 935        | 10,27        |               |               | 0      |
|                | Radicaux                   | 7 541        | 8,67         | 1             |               |        |
|                | Socialistes                | 2 369        | 2,72         | 0             |               |        |
|                |                            |              |              |               |               |        |
| Inscrits       | Inscrits                   | 112 739      | 100,00       | 23 785        | 100,00        | 6      |
| Votants        | Votants                    | 91 929       | 81,54        | 20 169        | 84,80         |        |
| Abstentions    | Abstentions                | 20 810       | 18,46        | 3 616         | 15,20         |        |
| Blancs et nuls | Blancs et nuls             | 4 925        | 5,36         | 944           | 4,68          |        |
| Exprimés       | Exprimés                   | 87 004       | 94,64        | 19 225        | 95,32         |        |

## Résultats par arrondissement

### Arrondissement de Beauvais

#### 1recirconscription
| Candidat       | Candidat        | Parti                    | Premier tour | Premier tour |
| Candidat       | Candidat        | Parti                    | Voix         | %            |
| -------------- | --------------- | ------------------------ | ------------ | ------------ |
|                | Théodore Baudon | Radical-socialiste       | 9 206        | 52,22        |
|                | Hucher          | Républicain progressiste | 8 422        | 47,78        |
|                |                 |                          |              |              |
| Inscrits       | Inscrits        | Inscrits                 | 20 694       | 100,00       |
| Votants        | Votants         | Votants                  | 17 984       | 86,90        |
| Abstention     | Abstention      | Abstention               | 2 710        | 13,10        |
| Blancs et nuls | Blancs et nuls  | Blancs et nuls           | 356          | 1,98         |
| Exprimés       | Exprimés        | Exprimés                 | 17 628       | 98,02        |

#### 2ecirconscription
| Candidat       | Candidat         | Parti                    | Premier tour | Premier tour |
| Candidat       | Candidat         | Parti                    | Voix         | %            |
| -------------- | ---------------- | ------------------------ | ------------ | ------------ |
|                | Émile Chevallier | Républicain progressiste | 9 667        | 80,32        |
|                | Lenoir           | Socialiste               | 1 651        | 13,72        |
|                | Harranger        | Socialiste               | 718          | 5,97         |
|                |                  |                          |              |              |
| Inscrits       | Inscrits         | Inscrits                 | 15 593       | 100,00       |
| Votants        | Votants          | Votants                  | 12 696       | 81,42        |
| Abstention     | Abstention       | Abstention               | 2 897        | 18,58        |
| Blancs et nuls | Blancs et nuls   | Blancs et nuls           | 660          | 5,20         |
| Exprimés       | Exprimés         | Exprimés                 | 12 036       | 94,80        |

### Arrondissement de Clermont
| Candidat       | Candidat        | Parti                    | Premier tour | Premier tour | Deuxième tour | Deuxième tour |
| Candidat       | Candidat        | Parti                    | Voix         | %            | Voix          | %             |
| -------------- | --------------- | ------------------------ | ------------ | ------------ | ------------- | ------------- |
|                | Dusquenel       | Républicain progressiste | 8 906        | 45,28        | 8 670         | 45,10         |
|                | Armand Rendu    | Radical-socialiste       | 8 127        | 41,32        | 11 255        | 58,54         |
|                | Adéodat Compère | POF                      | 2 634        | 13,39        |               |               |
|                |                 |                          |              |              |               |               |
| Inscrits       | Inscrits        | Inscrits                 | 23 785       | 100,00       | 23 785        | 100,00        |
| Votants        | Votants         | Votants                  | 20 282       | 85,27        | 20 169        | 84,80         |
| Abstention     | Abstention      | Abstention               | 3 503        | 14,73        | 3 616         | 15,20         |
| Blancs et nuls | Blancs et nuls  | Blancs et nuls           | 615          | 3,03         | 944           | 4,68          |
| Exprimés       | Exprimés        | Exprimés                 | 19 667       | 96,97        | 19 225        | 95,32         |

### Arrondissement de Compiègne
| Candidat       | Candidat       | Parti                    | Premier tour | Premier tour |
| Candidat       | Candidat       | Parti                    | Voix         | %            |
| -------------- | -------------- | ------------------------ | ------------ | ------------ |
|                | Ernest Noël    | Républicain progressiste | 13 526       | 79,03        |
|                | Hulot          | POF                      | 3 589        | 20,97        |
|                |                |                          |              |              |
| Inscrits       | Inscrits       | Inscrits                 | 26 367       | 100,00       |
| Votants        | Votants        | Votants                  | 19 256       | 73,03        |
| Abstention     | Abstention     | Abstention               | 7 111        | 26,97        |
| Blancs et nuls | Blancs et nuls | Blancs et nuls           | 2 141        | 11,12        |
| Exprimés       | Exprimés       | Exprimés                 | 17 115       | 88,88        |

### Arrondissement de Senlis

#### 1recirconscription
| Candidat       | Candidat         | Parti                    | Premier tour | Premier tour |
| Candidat       | Candidat         | Parti                    | Voix         | %            |
| -------------- | ---------------- | ------------------------ | ------------ | ------------ |
|                | Gustave Chopinet | Radical                  | 5 244        | 53,92        |
|                | Dupuis           | Républicain progressiste | 4 482        | 46,08        |
|                |                  |                          |              |              |
| Inscrits       | Inscrits         | Inscrits                 | 12 804       | 100,00       |
| Votants        | Votants          | Votants                  | 10 659       | 83,25        |
| Abstention     | Abstention       | Abstention               | 2 145        | 16,75        |
| Blancs et nuls | Blancs et nuls   | Blancs et nuls           | 933          | 8,75         |
| Exprimés       | Exprimés         | Exprimés                 | 9 726        | 91,25        |

#### 2ecirconscription
| Candidat       | Candidat           | Parti                    | Premier tour | Premier tour |
| Candidat       | Candidat           | Parti                    | Voix         | %            |
| -------------- | ------------------ | ------------------------ | ------------ | ------------ |
|                | Jules Gaillard     | Républicain progressiste | 5 823        | 53,76        |
|                | Alexandre Andrieux | POF                      | 2 712        | 25,04        |
|                | Coquatrix          | Radical                  | 2 297        | 21,21        |
|                |                    |                          |              |              |
| Inscrits       | Inscrits           | Inscrits                 | 13 496       | 100,00       |
| Votants        | Votants            | Votants                  | 11 052       | 81,89        |
| Abstention     | Abstention         | Abstention               | 2 444        | 18,11        |
| Blancs et nuls | Blancs et nuls     | Blancs et nuls           | 220          | 1,99         |
| Exprimés       | Exprimés           | Exprimés                 | 10 832       | 98,01        |